# مارينو سانتانا
مارينو سانتانا (بالإنجليزية: Marino Santana) هو لاعب كرة قاعدة دومينيكاوي، ولد في 10 مايو 1972 في San José de los Llanos ‏ في جمهورية الدومينيكان.